# カプレーティとモンテッキ

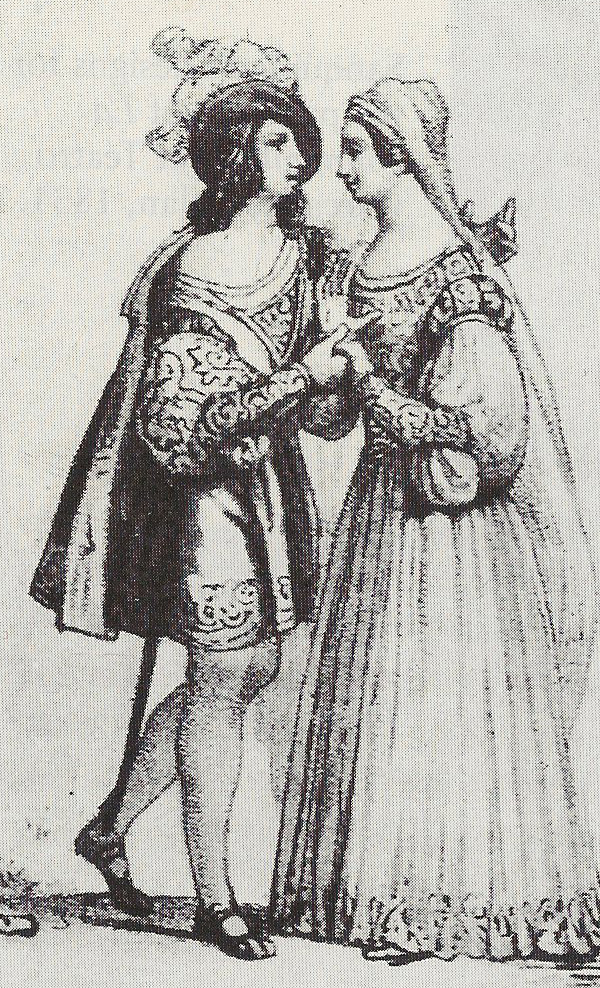
ジュディッタ・グリージとアマーリア・シュッツによる1830年のスカラ座での上演

『カプレーティとモンテッキ』（イタリア語: I Capuleti e i Montecchi）は、ヴィンチェンツォ・ベッリーニの作曲による、「トラジェーディア・リーリカ」との副題のある2幕のオペラ。1830年ヴェネツィアで初演された。台本はフェリーチェ・ロマーニによる。

## 創作と初演の経緯

### 作曲のきっかけ
1826年にナポリで第2作『ビアンカとフェルナンド』を初演し、その独創性をミラノ・スカラ座に認められたベッリーニは、その後1827年に『海賊』、1828年には改訂の手を加えた『ビアンカとジェルナンド』、1829年に『異国の女』を初演してキャリアを積み重ねた。ロッシーニの代役として急遽作曲し、1829年にパルマで初演した第5作『ザイーラ』こそ失敗の憂き目を見たものの、すぐにヴェネツィアのフェニーチェ劇場から『海賊』の上演と新作の提供を求められた。ベッリーニはそれに応えて1829年12月からヴェネツィアに滞在、『海賊』の同地での初演となった上演を監修したが、これが好評で迎えられたことが劇場側に好印象を与えたか、新作の提供を約束しておきながらその後誠意ある対応を示そうとしない、ある別の作曲家の代わりに新作を書き下ろすことも求められた。すでに日時の決められていた初演に間に合わせるべく、ベッリーニは翌1830年1月からその作曲に着手、「これで病気にならなかったら奇跡」と友人への手紙に書き送るほど仕事に励む。作品中には1825年作の、自らの音楽院時代の第1作『アデルソンとサルヴィーニ』に登場する1つの旋律、『ザイーラ』の10の旋律が練り直されて転用された。

### 台本とその原典
台本を担当したフェリーチェ・ロマーニは、1825年にニコラ・ヴァッカイのオペラのために書いた台本『ジュリエッタとロメオ』を手直しして用いた。これはルイージ・シェヴォーラによる1818年作の同名の戯曲を種本としたものであるが、アイデアの源泉となっているのはイタリアに広く流布していた伝承『バルトロメオ・スカラ公の御代、ヴェローナの街に起こりし、いとも哀れなる物語の言い伝え』やルイージ・ダ・ポルトの『ジュリエッタ』などとされる。

### 初演
初演は1830年3月11日、ヴェネツィア・フェニーチェ劇場において、ロメオ役にジュディッタ・グリージ、ジュリエッタにマリア・カラドーリ＝アラン、テバルドにロレンツォ・ボンフィーリ、ロレンツォにラニエーリ・ポッキーニ・カヴァリエーリを配して実現した。ベッリーニ自身が「これ以上の優れた歌、演技は想像できない」と褒めたたえたほどの出来であったといい、その後の11日間に8回の上演が行われた。

### 女性歌手が歌うロメオ

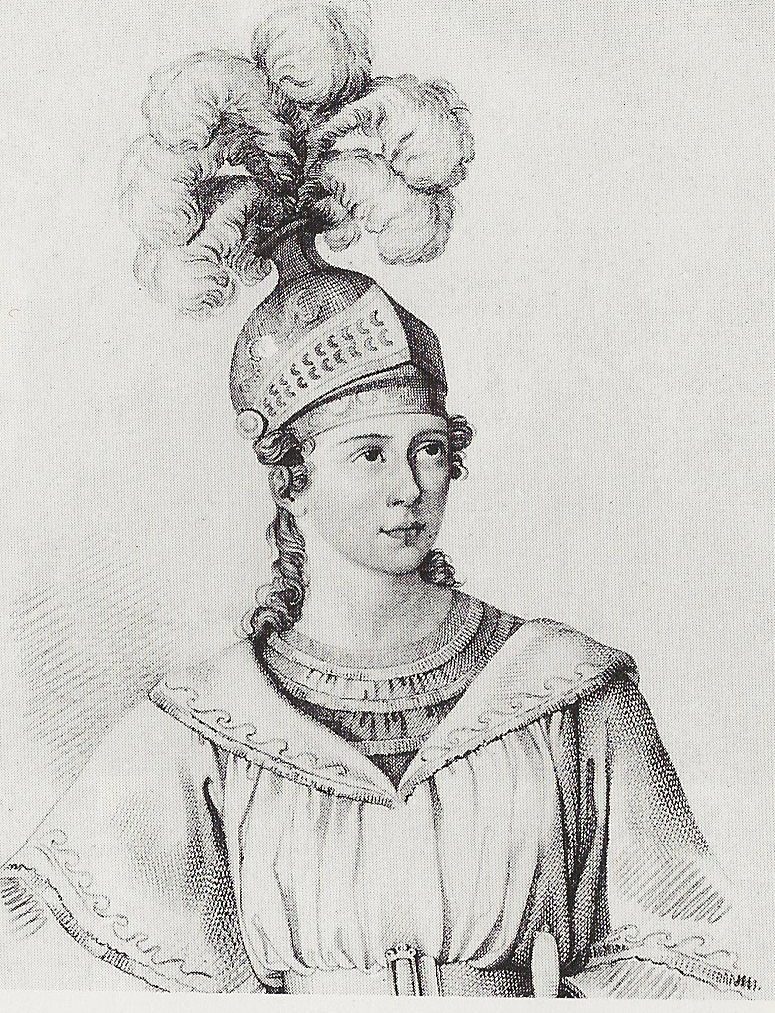
ロメオ役のマリア・マリブラン

ベッリーニはこのオペラの作曲にあたり、男性の登場人物であるロメオを、フェニーチェ劇場所属のメゾソプラノ歌手ジュディッタ・グリージに歌わせるべく作曲した。これは同劇場の男性歌手陣に若干の力量不足が認められたことと、グリージの容姿が男性的であったためと言われている。またベッリーニはロレンツォのパートをバス歌手に歌わせようと考えていたが、第1幕を作曲途中でテノールの声域に変更し、第2場からは最初からテノール向けに書いている。実際に初演時にこのパートを担当したラニエーリ・ポッキーニ・カヴァリエーリもテノール歌手であった。ただし、出版譜とそれ以降のほとんどの公演では、この役はバス歌手担当とされている。

### その後の改訂
1830年12月のミラノ・スカラ座での公演に際しては、メゾソプラノのアマーリア・シュッツ・オルドージの声域に合わせ、ジュリエッタのパートの声域を下げる改訂がなされた。また1832年のボローニャでの上演のためには、マリア・マリブランの意向により終幕の場面の場所の設定が変更され、この変更は1833年のパリ、ロンドンでの上演でも踏襲されたが、1834年のフィレンツェでの上演にあたってオリジナルに戻されている。
1966年に指揮者クラウディオ・アバドが、ロメオをテノールの声域に移したヴァージョンを作り、テノール歌手ジャコモ・アラガルが歌ってミラノ・スカラ座で上演され、続けてアムステルダム、ローマ、フィラデルフィア、加えて1967年のエディンバラ音楽祭でも上演された。

## 登場人物とあらすじ

### 登場人物
- ロメオ - モンテッキ家の当主。ジュリエッタと恋仲。
- ジュリエッタ - カプレーティ家の令嬢。ロメオと恋仲。
- テバルド - カペッリオの甥。ジュリエッタの婚約者。
- カペッリオ - カプレーティ家の当主。ジュリエッタの父。
- ロレンツォ - カプレーティ家のお抱え医師。

その他カプレーティ家の人々、モンテッキ家の人々、侍女たち、兵士たち、衛兵たち

### あらすじ

#### 第1幕
第1場 カペッリオ邸の回廊
13世紀のヴェローナでは、教皇派・グエルフィ党に属するカプレーティ家と、皇帝派・ギベリーニ党のモンテッキ家が長年来抗争を繰り広げてきた。折しも息子を敵の指揮官ロメオに殺されたカプレーティ家では家臣、郎党らが復讐を誓い気勢を上げている。当主カペッリオの甥であるテバルドが現れ、モンテッキ家は有力貴族を味方に引き入れたから、ロメオが和睦を持ち掛けてきてもそれには乗らずに復讐を遂げよう、と主張する（カヴァティーナ「この剣で復讐を」）。カペッリオの友人でお抱え医師のロレンツォは無駄な争いを止めよと諭すものの、カペッリオは耳を貸さず、今夜にでもテバルドと自分の娘ジュリエッタの結婚式を挙げようと言い、ジュリエッタを愛しているテバルドはロメオへの復讐の意思をさらに固める。そこへ和睦の使者としてロメオが現れる。ジュリエッタを心中密かに愛している彼は、一同に和睦を持ちかけ、同時にその証としてジュリエッタとの結婚を申し込む（「ロメオがご子息を死に至らしめたとしても」）。しかしカペッリオは、ジュリエッタの相手はすでに決まっているとしてそれを拒否する。カプレーティ家の人々のそうした態度にロメオは憤然として（「恐ろしい復讐の剣を振りかざし」）立ち去り、カペッリオ、テバルドらは徹底抗戦を叫ぶ。
第2場 ジュリエッタの部屋
テバルドとの結婚が決まったジュリエッタは、ロメオを想いながら両家の争いゆえに実らぬ恋を嘆き悲しんでいる（「ああ幾度となく」）。そこへロレンツォが現れ、実は今ロメオがヴェローナに来ている、と知らせ、彼を秘密の入り口から部屋に引き入れる。ロメオはジュリエッタに駆け落ちを持ちかける（二重唱「さあ逃げよう、窮地の私たちには」）が、ジュリエッタは家や父への思いゆえに踏み切れない。婚礼の始まる時刻が迫り、ロメオは秘密の入り口から去ってゆく。
第3場 カペッリオ邸の大広間
婚礼を祝うべく集まった多くの客。やがて教皇派に身をやつしたロメオらが、婚礼を阻止すべく潜入して来る。ジュリエッタが現れ、ロメオの無事を祈っていると、当のロメオが力づくで彼女を連れ去ろうとするため、テバルドらカプレーティ家の一党に取り囲まれる。ロメオに彼の仲間が助太刀に入ってきて、ついに彼の正体がばれてしまう。大広間はたちまち闘争の場と化し、2人は引き離される（「これを限りに生きて会える希望が」）。

#### 第2幕
第1場 カペッリオ邸の一室
騒動の静まった夜更け、一人になったジュリエッタのところにロレンツォが現れ、ロメオの無事を知らせる。ロレンツォはジュリエッタに、テバルドとの結婚を回避するには、ジュリエッタが死んだと見せかけ、世間を欺く必要がある、として、仮死状態になる薬を飲むことを提案する。はじめはそれを恐れるばかりだったジュリエッタも、やがて意を決し（アリア「神よ、私は死を恐れません」）、薬を飲み干す。やがてカペッリオが入って来て、明朝の婚礼の準備をするよう促すが、ジュリエッタが遠まわしに別れの言葉を口にし（「ああ！この場を去るわけにはいきません」）、カペッリオは不安を覚える。
第2場 カペッリオ邸近くの人気のない場所
ロメオがロレンツォを待っていると、テバルドが通りかかる。2人は互いを罵倒（二重唱「愚か者め！私が一声あげたなら」）しあった末に決闘を始めようとするが、カペッリオ邸からジュリエッタの死を悼む声（合唱「美しい魂に平安を」）が聞こえ、弔いの行列が進み出てくる。突然の出来事への驚きと悲しみに、ロメオとテバルドは決闘を忘れて悲嘆する。
第3場 カプレーティ家の墓所
ジュリエッタの墓の前で悲嘆に暮れるロメオ。部下に墓を開けさせると、ジュリエッタが棺の中で冷たくなって横たわっている。ロメオは彼女に口づけをした（「どうか　美しい魂よ」）後、ジュリエッタの後を追うべく自らも毒をあおる。やがてジュリエッタが仮死状態から目覚め、自分のそばにロメオがいることを喜ぶものの、ロメオはすでに全身に毒がまわっていて手遅れだった。いきさつをジュリエッタから聞いた虫の息のロメオは彼女の胸に抱かれて息を引き取り、ジュリエッタもまた絶望に力尽きて死ぬ。そこへカペッリオ、ロレンツォら両家の人々が現れ、2人の死を知る。一同はカペッリオの非情を激しく非難する。